# Air Transport Wing Aalborg
Air Transport Wing Aalborg (ATW AAL) er en wing i Flyvevåbnet placeret på Flyvestation Aalborg. ATW AAL samarbejder med Aalborg Lufthavn hvor man samarbejder om driften af de fælles tjenester såsom landingsbaner, flykontrol og redningsberedskab. Wingen består af eskadrillerne 690 og 721. 

## Fodnoter og eksterne henvisninger
- https://forsvaret.dk/da/organisation/flyvevaabnet/ATW/

| Militær | Spire Denne artikel om militær er en spire som bør udbygges. Du er velkommen til at hjælpe Wikipedia ved at udvide den. |